# Xanthocalanus mixtus
Xanthocalanus mixtus är en kräftdjursart som beskrevs av Georg Ossian Sars 1920. Xanthocalanus mixtus ingår i släktet Xanthocalanus och familjen Phaennidae. Inga underarter finns listade i Catalogue of Life.